# Christian Friedrich von Staffeldt
Christian Friedrich von Staffeldt (1671 – 18. april 1741) var en dansk officer af tysk herkomst.
Staffeldt var søn af Christian Friedrich von Staffeldt til Carlowitz i Pommern. Han blev 1697 fænrik ved Prins Georgs Regiment, 1700 sekondløjtnant, 1701 premierløjtnant i Grenaderkorpset, 1702 kaptajnløjtnant og året efter kaptajn, 1709 major, 1711 karakteriseret oberst, 1712 chef for et hvervet regiment (det senere slesvigske), kom 1717 tilbage til grenadererne som oberstløjtnant, d. e. kommandør for korpset, 1720 generalmajor, 1727 hvid ridder.
Ved siden af sin militære stilling var Staffeldt medlem af den berygtede Gehejme-Inkvisitionskommission 1725-26 og blev 1729 kommitteret i Politi-og Kommercekollegiet. Ved tronskiftet 1730 gik som bekendt Christian 6.s uvilje mod det gamle system særligt ud over dem, der havde haft med Gehejmekommissionen at gøre. Også Staffeldt synes derfor at have været truet af den kongelige unåde, men at være sluppet lykkeligt ud over den. I oktober samme år gik han af fra Grenaderkorpset, i november blev han udnævnt til stiftamtmand over Viborg Stift og amtmand over Hald Amt, i december på ny afskediget, men kun for i januar 1731 atter at få ansættelse i hæren, som generalløjtnant. Året efter blev han kommandant i Fredericia, i hvilken stilling han blev til sin død, 18. april 1741.
Staffeldt var gift 1. gang med Anna Eleonora f. von Schack (1669-1732), 2. gang med Louise Eleonore f. von Wackenitz (d. 1734) og 3. gang med Helene Maria f. von Kleist (f. 1695 d. 1741). Alle 3 hustruer var fra Pommern ligesom han selv, men den sidste var steddatter af generalmajor i dansk tjeneste Daniel Ernst von Zepelin.